# Îles Tiwi

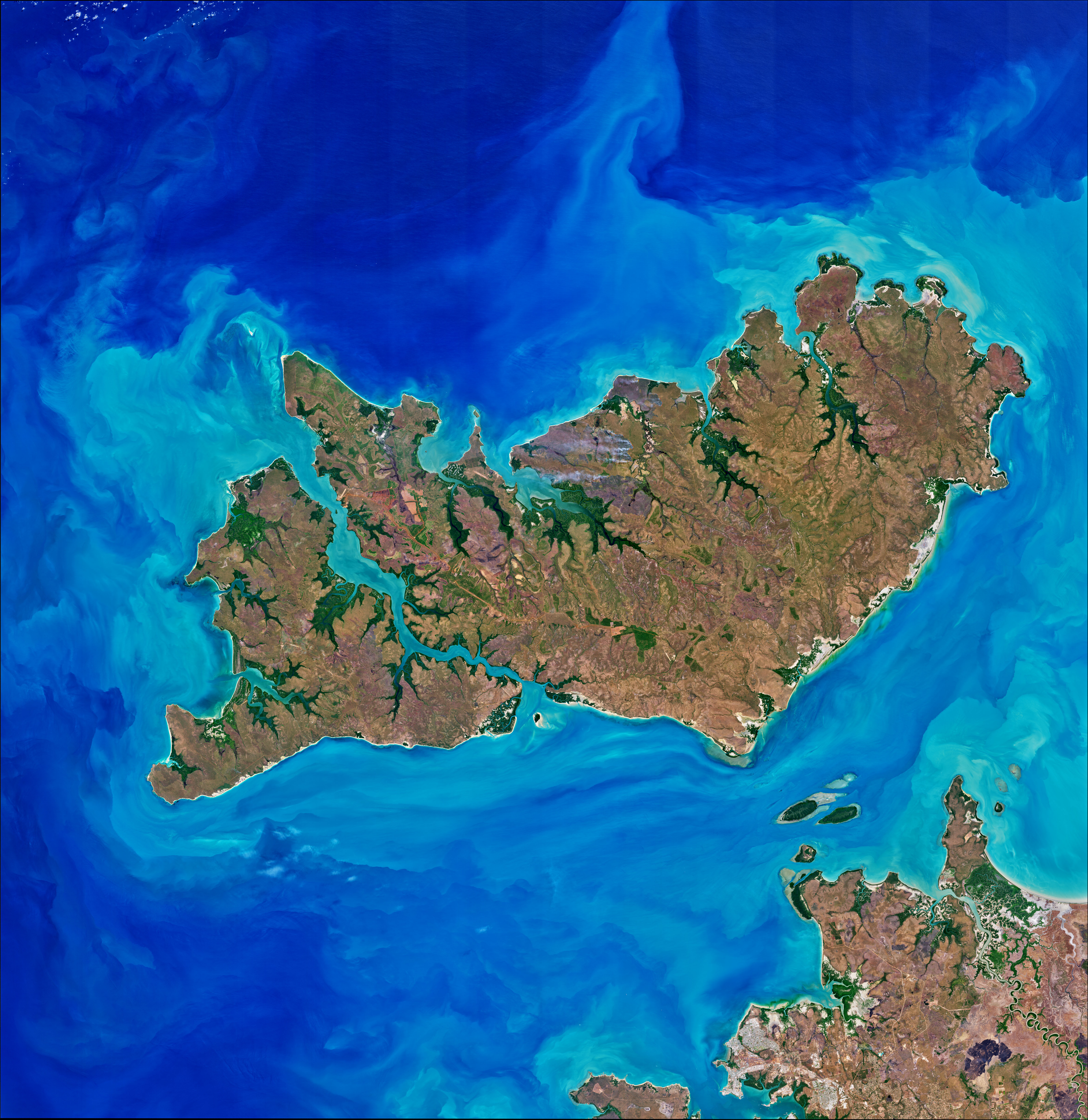
Image des iles Tiwi captées par le satellite Landsat 8 le 10 aout 2019.

Les îles Tiwi sont un archipel australien, partie du Territoire du Nord, situé en mer de Timor à 80 km au nord de Darwin. Il comprend les deux îles de Melville et Bathurst et neuf îlots inhabités. L'île Melville est par ses dimensions la deuxième île d'Australie après la Tasmanie ; l'île Bathurst, la cinquième.
Sa superficie est de 8 320 km2 et sa population de 2 579 habitants (estimation 2011), composés à 88 pour cent des descendants du peuple aborigène, les Tiwi (voir Tiwi (langue)).
Les deux principales îles, très proches, ne sont séparées que par un long chenal maritime, le détroit d'Apsley, long de 26 km et large de 500 mètres à 5 kilomètres selon les endroits.
Un orage nommé Hector se forme régulièrement au-dessus de Tiwi.

### Webographie
- Site officiel
- Notices d'autorité :   - VIAF